# Terry Venables
Terence Frederick Venables (Londres, 6 de janeiro de 1943 – Londres, 25 de novembro de 2023) foi um treinador de futebol inglês e jogador de futebol, que dirigiu a Seleção Inglesa de Futebol e a Seleção Australiana de Futebol.

## Carreira

### Chelsea
Venables se profissionalizou no Chelsea, em 1960, produtos das categorias de base no clube, permanecer até 1966 na equipe de Stanford Bridge.

## Treinador

### Austrália
Venables comandou a Seleção Australiana de Futebol na Copa das Confederações de 1997, vice--campeã na Arábia Saudita.

## Títulos
Austrália
- Copa das Confederações: Vice - 1997

## Morte
Venables morreu no dia 25 de novembro de 2023 aos 80 anos.